# Pollice verso

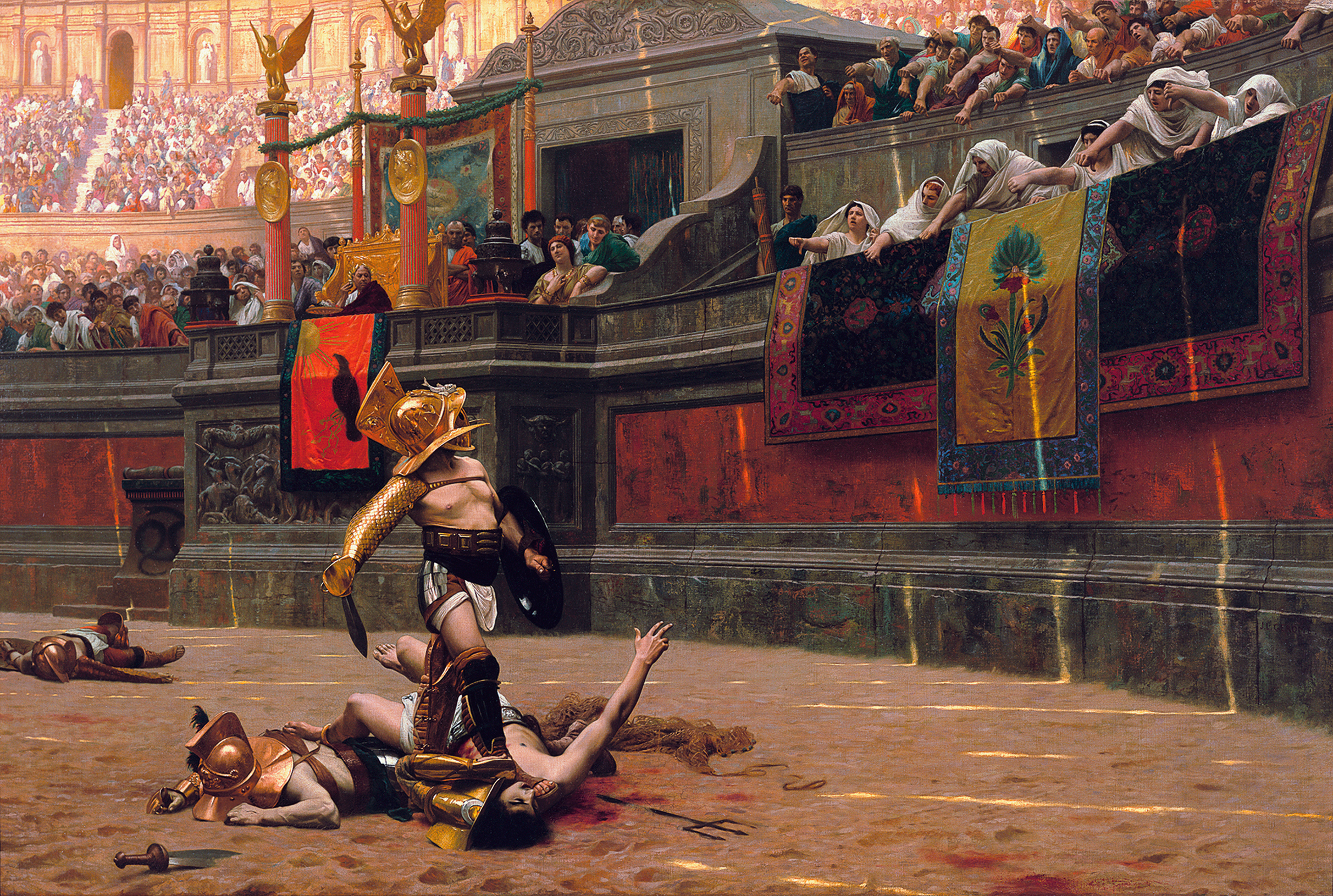
Pollice vers, un quadre de 1872 de Jean-Léon Gérôme (Phoenix Art Gallery).

Pollice verso o verso pollice és una expressió llatina, que significa «amb el polze al revés», emprada en els combats entre gladiadors. Fa referència al gest utilitzat per les multituds a l'Antiga Roma per jutjar un gladiador derrotat.

## Significat
Les fonts sobre el gest són escasses i contradictòries. Les Sàtires de Juvenal («verso pollice vulgus cum iubet») semblen donar espai a la realitat, però les fonts històriques no parlen amb claredat sobre el gest. El poeta hispanolatí Prudenci, en contra Symmachum 2.1096 usa el verb convertere : «Et, quoties victor ferrum jugulo inserit, illa delicias ait esse suas, pectusque jacentis virgo modesta jubet converso pollice rumpi». Altres expressions són pollicem premere i pollex infestus.
De fet, en tots els passatges llatins, el problema es troba en el significat que es dona a l'expressió «verso pollice» o «converso pollice», és a dir, si el gir de canell s'ha d'efectuar amb el polze cap amunt o cap avall. És probable que amb «Pollex Versus» s'entengués que el polze està disposat horitzontalment pel gladiador, que rebrà el «cop de gràcia». A més, el polze horitzontal representa la posició que assumeix el gladiador quan rebrà el «cop de gràcia». Per tant, sembla raonable que el polze cap avall no significava la mort del gladiador. Al contrari del que sovint es mostra a les pel·lícules, per indicar la mort s'apuntava amb el dit polze cap amunt o horitzontalment, ja que es tracta d'un gest que recorda l'acte de desembeinar una espasa. Per contra, el gest d'introduir el polze al puny (espasa envainada) permetia salvar la vida del gladiador que havia estat derrotat. El 1997, el sud de França, es va descobrir un medalló romà del segle II o III, en què apareix representat un tribunal amb el dit polze introduït al puny tancat, prop de dos gladiadors, amb la inscripció «els que estaven seran alliberats ».
L'origen de l'equívoc prové del quadre Pollice verso (1872) de Jean-Léon Gérôme, una interpretació errònia del mateix va acabar popularitzant un significat errat del gest. Així mateix, tot el «cinema de romans», com es pot observar en pel·lícules com Quo vadis (1951), Ben Hur (1959), o Gladiator (2000), va contribuir a la consolidació d'aquesta creença en la cultura popular.